# Bejagung
Bejagung is een bestuurslaag in het regentschap Tuban van de provincie Oost-Java, Indonesië. Bejagung telt 4436 inwoners (volkstelling 2010).